# Kóczán Péter
Kóczán Péter (Sopron, 1977. július 3. –) brácsaművész és karmester.
Zenei tanulmányait a Bartók Béla Konzervatóriumban, a Liszt Ferenc Zeneművészeti Egyetemen és a Bécsi Zeneművészeti Egyetemen (Universität für Musik und darstellende Kunst Wien) végezte. Tanárai voltak többek között Fejérvári János, Thomas Kakuska, Siegfried Führlinger, Simeon Pironkoff, Johannes Wildner és Sian Edwards.[forrás?] Részt vett Riccardo Muti, Yu Feng és Hamar Zsolt mesterkurzusain.
2013 óta a Soproni Liszt Ferenc Szimfonikus Zenekar művészeti vezetője. Karmesterként Németországban, Olaszországban és Romániában is fellépett. A bécsi klasszikusok mellett Wranitzky, Schubert, Weber, valamint XX. századi és kortárs szerzők (Hindemith, Villa-Lobos, Tristan Schulze) műveiből készültek CD-felvételek Kóczán Péter vezényletével.
2022-től ideiglenesen Kuslics Balázzsal a soproni Pro Cultura Nonprofit Kft. vezérigazgatójának nevezték ki.